# Vorsignalwiederholer
Ein Vorsignalwiederholer ist ein zusätzlich aufgestelltes Vorsignal zwischen einem Vorsignal oder dem rückgelegenen Hauptsignal mit Vorsignalisierung und dem folgenden Hauptsignal. Er wird aufgestellt, wenn das Hauptsignal nicht regelgerecht weit genug sichtbar ist.

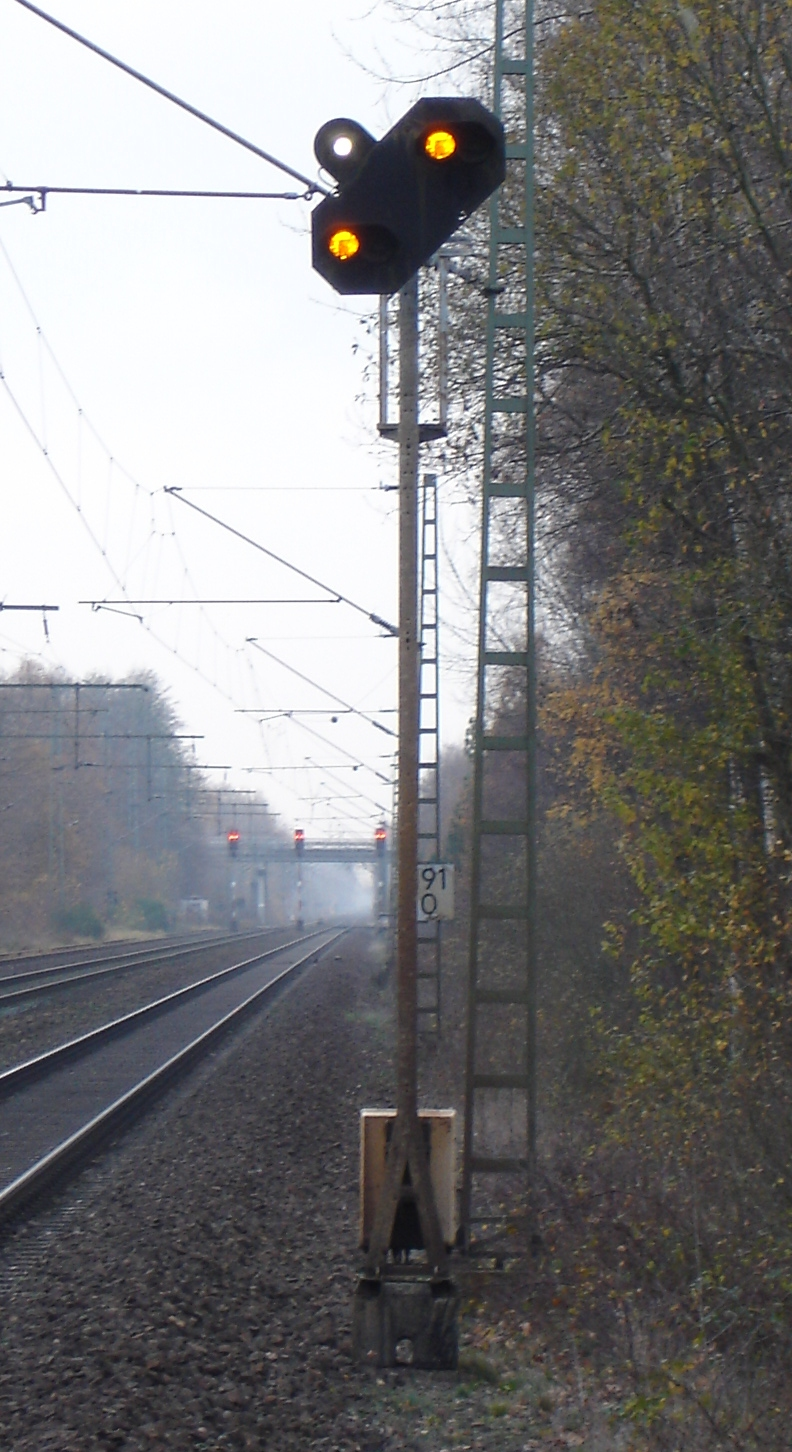
Vorsignalwiederholer in Form eines H/V-Signals in Warnstellung

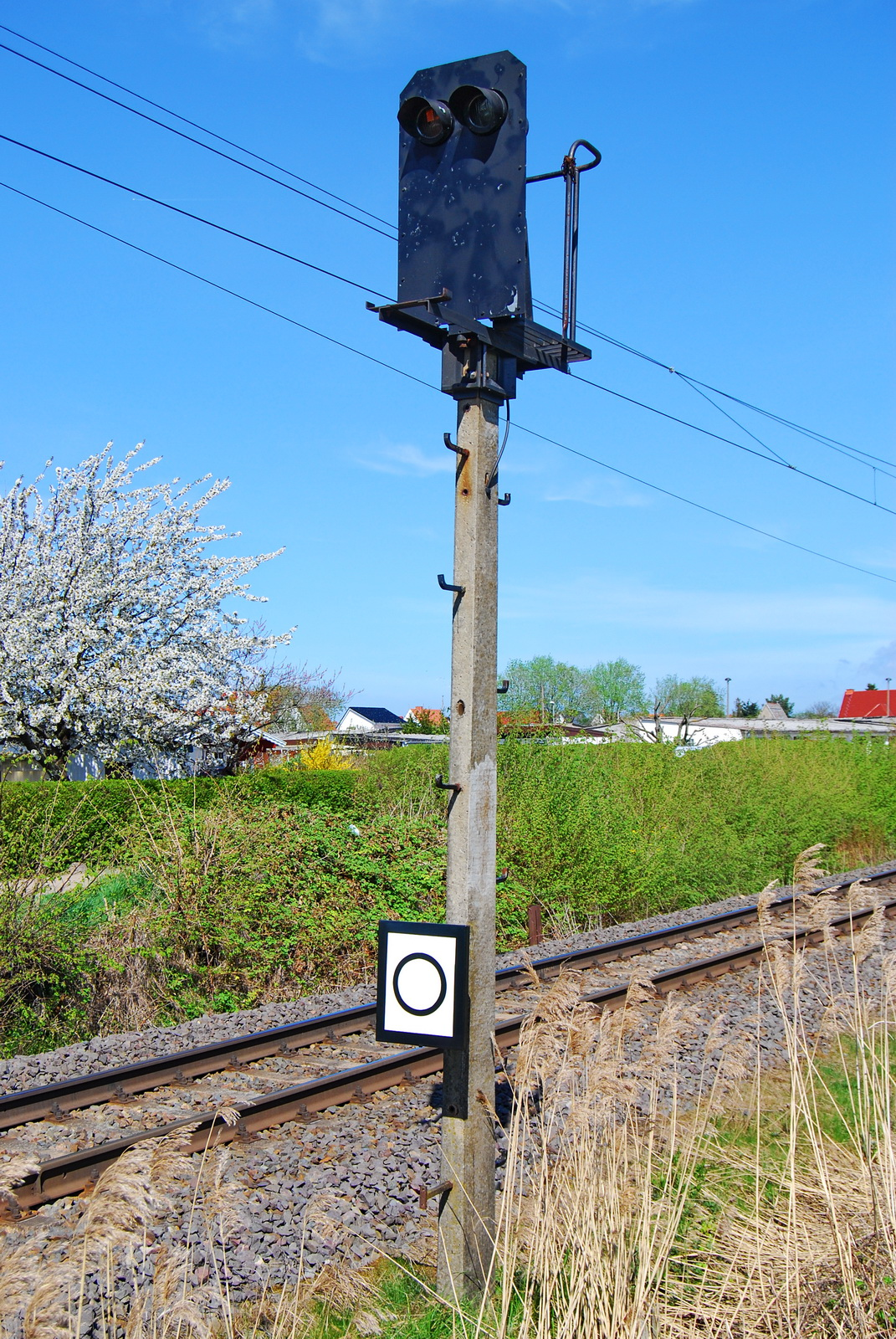
Kennzeichnung eines Vorsignalwiederholers im Hl-Signalsystem

## Deutschland
Vorsignalwiederholer sind Eisenbahnsignale, die zwischen einem Vorsignal und dem dazugehörigen Hauptsignal stehen und das Hauptsignal nochmals ankündigen, also den Signalbegriff des Vorsignals wiederholen. Hauptsignale müssen ab einer bestimmten Entfernung unterbrechungsfrei vom Triebfahrzeugführer erkannt werden können (Mindestsichtbarkeit). Ist dies wegen Sichtbehinderung nicht möglich oder besteht Verwechslungsgefahr mit anderen Hauptsignalen, beispielsweise bei mehreren Hauptsignalen nebeneinander in einem Gleisbogen, werden Vorsignalwiederholer aufgestellt. Des Weiteren können Vorsignalwiederholer zur Beschleunigung des Betriebes aufgestellt werden, beispielsweise wenn ein Hauptsignal von einem etwa davorliegenden Bahnsteig aus schlecht erkennbar ist. An sehr unübersichtlichen Stellen können auch mehrere Vorsignalwiederholer aufgestellt sein. Ein Beispiel aus dem Bereich der Deutschen Bahn findet sich an der Nord-Süd-Strecke zwischen den Bahnhöfen Fulda und Hünfeld. Hier stehen in einem engen Bogen drei Vorsignalwiederholer nacheinander. Als Vorsignalwiederholer kommen nur Lichtsignale zum Einsatz. Formvorsignale als Vorsignalwiederholer wären mit elektrischem Antrieb nur mit erheblichem Mehraufwand einzubinden, mit mechanischem Antrieb wegen der Forderung, dass ein Hauptsignal jederzeit in Haltlage rückstellbar sein muss, praktisch gar nicht.
Ursprünglich hatten Vorsignalwiederholer bei der Deutschen Reichsbahn die Bezeichnung Zwischensignal, die nicht mit der heutigen Bedeutung Zwischensignal identisch ist. Im Signalbuch der DR von 1959 wurden diese Signale als Hauptsignalankünder geführt, mit der Neuherausgabe des Signalbuchs 1971 entfielen sie. Schon vorher wurden Vorsignalwiederholer in Form von Lichtvorsignalen aufgestellt, die Signalschaltungen der Hl-Signale sind von Anfang an dafür vorbereitet. Bei der DB erfolgte eine entsprechende Regelwerksänderung 1959 in Form der Vr-Signale.
Signalbild

Die ursprünglichen Zwischensignale entsprechen den noch heute in Österreich verwendeten Signalnachahmern – sie zeigten ein durch zwei Lichtstreifen stilisiertes Formhauptsignal.
Zeigte das Hauptsignal Halt, erschien am Zwischensignal ein senkrechter weißer Lichtstreifen, darüber ein waagerechter weißer Lichtstreifen (Signal Zs 1), zeigte das Hauptsignal Fahrt, erschien am Zwischensignal ein senkrechter weißer Lichtstreifen und darüber ein schräg nach rechts steigender weißer Lichtstreifen (Signal Zs 2). Bei Geschwindigkeitsbeschränkung am Hauptsignal wurde am Zwischensignal ein senkrechter weißer Lichtstreifen und rechts daneben ein nach rechts fallender weißer Lichtstreifen (Signal Zs 3) gezeigt.
Die als Hauptsignalankünder von 1959 bis 1971 bei der DR weiter verwendeten Signale zeigten die gleichen Signalbilder unter den Bezeichnungen Ha 1 bis Ha 3, außerdem erhielten bei der DR von 1959 bis 1971 als Vorsignalwiederholer aufgestellte Hl-Signale ein weißes Zusatzlicht.
Heutige Vorsignalwiederholer zeigen seit 1959 den gleichen Signalbegriff wie das entsprechende Vorsignal als Lichtsignal; ergänzt beim H/V-Signalsystem durch ein weißes Zusatzlicht auf der linken Seite des Signalschirmes in Höhe des oberen Signallichtes, beim Ks-Signalsystem durch ein weißes Zusatzlicht unter dem Signallicht, sofern nicht Ks 1 ohne Zs 3v (Geschwindigkeitsvoranzeiger) gezeigt wird. Bei den ersten Ks-Signalen im Bereich der ehemaligen DR gab es zusätzlich noch einen weißen Ring um die Signallichter. Sie erhalten keine Vorsignaltafel, beim Hl-Signalsystem besitzen sie aber eine rechteckige weiße Tafel mit schwarzem Ring und schwarzem Rand. Auf DR-Strecken mit automatischem Streckenblock sollten keine Vorsignalwiederholer aufgestellt werden, doch war diese Festlegung bei mangelhafter Signalsicht nicht durchzuhalten. Ein Beispiel war die Strecke Leipzig–Großkorbetha im Bereich des im Einschnitt liegenden Haltepunktes Leipzig-Möckern.

## Österreich

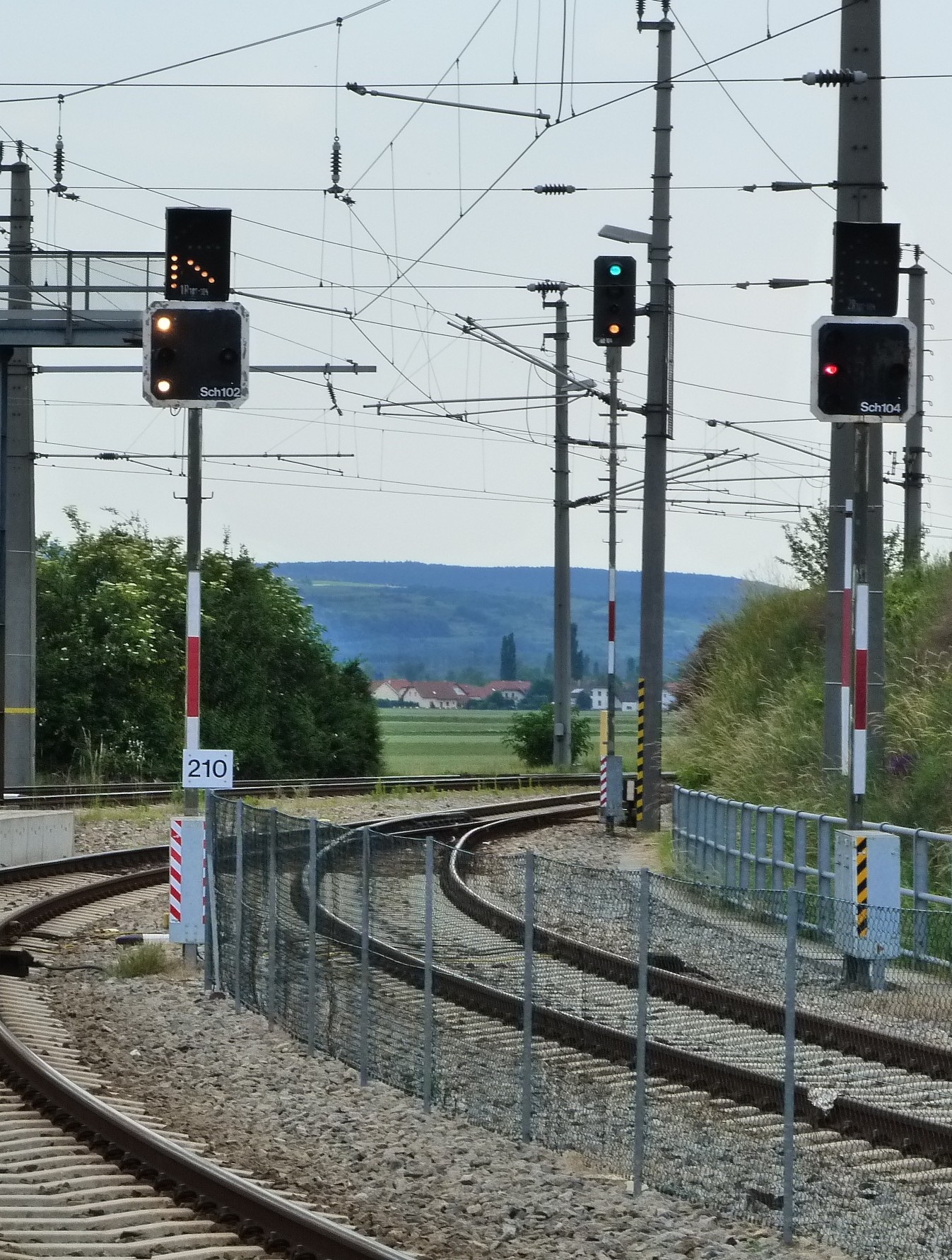
Signalnachahmer 1R102-104 zeigt Hauptsignal frei mit Geschwindigkeitsbeschränkung, Hadersdorf am Kamp, Österreich

In Österreich werden an unübersichtlichen Streckenabschnitten Signalnachahmer eingesetzt, die die Stellung des nächstfolgenden Hauptsignals anzeigen, indem als Signalbild ein Formhauptsignal durch Lichter „nachgeahmt“ wird. Ein Signalnachahmer vermag aber nur drei Signalbegriffe zu zeigen: „Hauptsignal zeigt Halt“, „Hauptsignal zeigt Frei“, und „Hauptsignal zeigt Frei mit Geschwindigkeitsbeschränkung“. Das Ausmaß einer Geschwindigkeitsbeschränkung wird nicht angezeigt. Die Signalbegriffe werden mit weißen Lichtbändern oder -balken dargestellt; leuchtet der Begriff „Hauptsignal zeigt Halt“ in gelborangem Licht auf (das Signalschild ist zusätzlich gelb umrahmt), ist ein neben dem Signalnachahmer befindlicher 1000-Hz-PZB-Magnet wirksam.
Wenn es die Sichtverhältnisse erfordern, sind mehrere Signalnachahmer nacheinander aufgestellt.
Ein Signalnachahmer kann auch anzeigen, dass beim zugehörigen Hauptsignal das Ersatz-, Vorsichts- oder Abfahrtssignal aufleuchtet (weißes, rotes oder grünes Blinklicht).

## Schweiz
In der Schweiz werden die Vorsignalwiederholer als Wiederholsignale bezeichnet. Die Wiederholsignale sind identisch zu den Vorsignalen. Die Wiederholsignale werden beim Signalsystem „N“ mit einem weißen Aufsatz mit zwei schwarzen Sternen gekennzeichnet, sofern es sich um ein reines Vorsignal handelt. Beim Signalsystem „L“ sind sie dagegen nur anhand der Signalbezeichnung zu erkennen. Das Wiederholsignal von Hauptsignal A trägt die Bezeichnung A**, während das Vorsignal A* heißt. Für jedes zusätzliche Wiederholsignal wird in die Signalbezeichnung um einen Stern ergänzt (z. B. A*** oder N222****).